# Bokowe (Opole)
Bokowe est une localité polonaise du gmina de Jemielnica, située dans le powiat de Strzelce en voïvodie d'Opole.